# 電閃驚雷
電閃驚雷（日语：ジュンライトボルト），是日本純種競賽馬匹。生涯初期主要出戰草地賽事，後期轉往泥地賽事後開始活躍，並於2022年勝出日本冠軍盃。

## 出賽前
2017年4月27日出生於北海道安平町北部牧場，成長途中被馬主河合純二以1億2960萬日圓高價購入。
其後交由栗東訓練中心練馬師友道康夫訓練。

## 競賽生涯

### 2歲
2019年7月21日出戰中京競馬場，比賽初段保持於後方位置推進，進入直路後雖然跑出不俗的末腳速度，但仍然敗於一聲雷及Salt Capital取得第三。
9月7日出戰2歲未勝利戰，本次比賽選擇居中戰術下於道中稍爲前移，進入直路後成功以優秀的加速力衝刺，最終以1/2馬位贏得首勝。
其後出戰兩場捷馬戰紫菊賞及秋海棠，但均未能取勝。
12月15日出戰朝日盃未來錦標，雖然比賽途中選擇留後等待時機，但於直路未能順利加速迫近前方賽駒，最終僅以第六完賽。

### 3歲
2020年年初出戰山茶花賞以第七大敗後，再出戰花徑錦標成功奪冠。
4月18日出戰雅靈頓盃，比賽途中繼續選擇於約莫第七左右的位置推進，然而進入直路未能繼續保持速度，最終無法衝出之下以第六落敗。
由於在雅靈頓盃的失利，其累積獎金不足以讓其出戰經典三冠賽，因而於年間餘下時間均以捷馬戰爲目標，但未能勝出任何一場賽事，

### 4歲
2021年繼續以捷馬戰作爲主軸，並於5月的鞍池特別及紫賞取得連勝，使其成功晉級公開組。
入秋後出戰公開賽關越錦標及表列賽港灣人工島錦標和首都錦標，但未能發揮出優秀水準下全部未能獲得入板的戰績，

### 5歲
2022年春季處於休養狀態，在此期間陣營決定嘗試安排電閃驚雷轉戰泥地戰線，以求取得進一步的突破。
7月24日於表列賽七月錦標復出並作爲其首場泥地賽事，比賽途中一直保持於先頭第三左右的位置，進入直路後亦呈現不俗的走勢取得領先，可惜於最後關頭被New Monument超越以第二落敗。
其後出戰BNS賞，本次比賽一直停留於中團靠前的良好位置保持體力，進入直路後隨即加速並爆發出不俗的末腳，最終成功取得領先並拉開後方1 3/4馬位率先衝線奪冠。
10月1日出戰天狼星錦標，比賽途中處於約莫第七的位置推進，通過第三彎道時候逐步抽出外檔發力，並於第四彎道時經已完全望空。進入直路後，其憑借有利的局面瞬間由外檔衝出並跑出全場最快末腳，一口氣超越前方所有賽駒下成功奪得首個分級賽冠軍，亦爲練馬師友道康夫帶來首個泥地分級賽優勝。
12月4日出戰日本冠軍盃，賽前落後上年度盟主宏觀角度及緋紅玫瑰取得第三人氣。比賽開始後，赤戰士和冠威於前方位置進行領放，宏觀角度處於先頭第六，電閃驚雷及緋紅玫瑰則於中團靠後的位置追走。進入直路後，其於外檔位置奮力加速，最終轟出後600秒36.2秒末腳速度下瞬間超越前方所有賽駒，成功以頸位壓贏冠威取得首個一級賽冠軍，亦爲騎師石川裕紀人及練馬師友道分別帶來首個一級賽優勝及泥地一級賽優勝。

### 6歲
2023年其以遠征作爲計畫開端，前往沙特阿拉伯出戰沙特盃，然而未能於比賽途中維持良好節奏下無法衝出，最終以第七落敗。
其後轉戰阿聯酋以杜拜世界盃爲目標，但在比賽途中因吸入前方馬匹捲起的沙塵而受驚且狀態被影響，最終完全無法衝刺之下以包尾第十五完賽。
回國後其放草休養一段時間，並於6月28日出戰帝王賞，但於比賽途中未能繼續保持優秀的速度，最終僅跑獲第七。
完成帝王賞後再度進入放草，但於休養途中的9月12日時，陣營相關人士商討過後，認爲2024年進行的泥地賽事改革意味日本育馬界未來對泥地種馬的需求將會增加，因而決定安排電閃驚雷退役入種。

### 詳細賽績
| 日期       | 舉行國家   | 馬場     | 距離   | 級別 | 賽事名稱       | 負重 | 騎師       | 馬號 | 出馬 | 名次 | 時間    | 頭馬（二馬）      |
| ---------- | ---------- | -------- | ------ | ---- | -------------- | ---- | ---------- | ---- | ---- | ---- | ------- | ----------------- |
| 21/7/2019  | 日本       | 中京     | 草2000 |      | 2歲新馬        | 54   | 福永祐一   | 12   | 16   | 3    | 2:04.3  | 一聲雷            |
| 7/9/2019   | 日本       | 阪神     | 草1800 |      | 2歲未勝利      | 54   | 福永祐一   | 7    | 10   | 1    | 1:47.5  | （斗極之首）      |
| 13/10/2019 | 日本       | 京都     | 草2000 |      | 紫菊賞         | 55   | 福永祐一   | 3    | 7    | 3    | 2:03.9  | 一聲雷            |
| 24/11/2019 | 日本       | 東京     | 草1600 |      | 秋海棠賞       | 55   | 蘇銘倫     | 1    | 7    | 2    | 1:36.4  | 今世情人          |
| 15/12/2019 | 日本       | 阪神     | 草1600 | GI   | 朝日盃未來錦標 | 55   | 岩田康誠   | 1    | 16   | 6    | 1:33.9  | 戰舞者            |
| 22/2/2020  | 日本       | 京都     | 草1800 |      | 燕子花賞       | 56   | 福永祐一   | 3    | 8    | 7    | 1:52.6  | 剛毅精神          |
| 7/3/2020   | 日本       | 中京     | 草1600 |      | 花徑賞         | 56   | 藤井勘一郎 | 8    | 13   | 1    | 1:34.5  | （Cosmic Energy） |
| 18/4/2020  | 日本       | 阪神     | 草1600 | GIII | 雅靈頓盃       | 56   | 藤井勘一郎 | 5    | 12   | 6    | 1:35.2  | 大成遠見          |
| 10/5/2020  | 日本       | 京都     | 草1400 | L    | 橘錦標         | 56   | 川田將雅   | 2    | 9    | 2    | 1:21.4  | Cagliostro        |
| 1/8/2020   | 日本       | 新潟     | 草1600 |      | 月岡温泉特別   | 54   | 藤井勘一郎 | 17   | 18   | 5    | 1:33.5  | 里見巫師          |
| 21/9/2020  | 日本       | 中京     | 草1600 |      | 迷人景致盃     | 55   | 藤井勘一郎 | 11   | 14   | 7    | 1:34.0  | Christie          |
| 13/12/2020 | 日本       | 阪神     | 草1600 |      | 3歲以上兩捷馬  | 56   | 藤井勘一郎 | 12   | 13   | 7    | 1:34.0  | Nanyo Printemps   |
| 27/12/2020 | 日本       | 阪神     | 草1600 |      | 春待月賞       | 56   | 岩田望來   | 1    | 13   | 4    | 1:34.3  | Catch Me Up       |
| 17/1/2021  | 日本       | 小倉     | 草1800 |      | 宇佐特別       | 56   | 濱中俊     | 9    | 13   | 2    | 1:46.8  | World Winds       |
| 6/2/2021   | 日本       | 小倉     | 草1800 |      | 玄海特別       | 55   | 濱中俊     | 2    | 10   | 5    | 1:48.7  | Grand Speed       |
| 18/4/2021  | 日本       | 阪神     | 草1800 |      | 須磨特別       | 57   | 濱中俊     | 1    | 7    | 2    | 1:48.9  | 樂桃源            |
| 8/5/2021   | 日本       | 中京     | 草1600 |      | 鞍池特別       | 57   | 川田將雅   | 1    | 8    | 1    | 1:33.1  | （野田奮進）      |
| 30/5/2021  | 日本       | 東京     | 草1800 |      | 紫賞           | 55   | 川田將雅   | 10   | 18   | 1    | 1:44.3  | （里見風神）      |
| 1/8/2021   | 日本       | 新潟     | 草1800 | OP   | 關越錦標       | 56   | 岩田望來   | 4    | 16   | 6    | 1:46.3  | 里見巫師          |
| 3/10/2021  | 日本       | 中京     | 草1600 | L    | 港灣人工島錦標 | 56   | 石橋脩     | 2    | 16   | 11   | 1:33.3  | Prince Return     |
| 27/11/2021 | 日本       | 東京     | 草1600 | L    | 首都錦標       | 56   | 石橋脩     | 10   | 17   | 7    | 1:33.5  | Prince Return     |
| 24/7/2022  | 日本       | 福島     | 泥1700 | L    | 七月錦標       | 56   | 石川裕紀人 | 11   | 15   | 2    | 1:43.9  | New Monument      |
| 27/8/2022  | 日本       | 新潟     | 泥1800 | L    | BSN賞          | 55   | 石川裕紀人 | 6    | 15   | 1    | 1:51.5  | （Whole Shebang） |
| 1/10/2022  | 日本       | 中京     | 泥1900 | GIII | 天狼星錦標     | 56   | 石川裕紀人 | 9    | 16   | 1    | 1:57.7  | （Hapi）          |
| 4/12/2022  | 日本       | 中京     | 泥1800 | GI   | 日本冠軍盃     | 57   | 石川裕紀人 | 5    | 16   | 1    | 1:51.9  | （冠威）          |
| 25/2/2023  | 沙特阿拉伯 | 安都拉茲 | 泥1800 | GI   | 沙特盃         | 57.1 | 莫雅       | 6    | 13   | 7    | 1:52.22 | 本初之海          |
| 25/3/2023  | 阿聯酋     | 美丹     | 泥2000 | GI   | 杜拜世界盃     | 57   | 莫雅       | 8    | 15   | 15   | 2:18.13 | 盈寶奇嶽          |
| 28/6/2023  | 日本       | 大井     | 泥2000 | JpnI | 帝王賞         | 57   | 石川裕紀人 | 10   | 12   | 7    | 2:03.3  | 名將飛燕          |

## 退役後
退役後，電閃驚雷成爲了配種馬，於北海道新冠町優駿Stallion Station休養，在2024年進行配種，首批子嗣將於2025年出生。可於2027年出賽。

## 血統簡介
父系夏威夷王爲日本賽駒，生涯戰績極爲優秀，僅得一戰未能獲勝，曾勝出一級賽NHK一哩賽及東京優駿（日本打吡），爲日本史上首匹贏得變則二冠的賽駒。祖父金滿寶爲美國生產的法國賽駒，曾三勝一級賽，亦爲近代著名種馬之一。
母系Special Groove爲日本賽駒，生涯僅出戰兩場賽事且均未獲勝。外祖父特別週爲日本賽駒，生涯戰績彪炳，曾勝出1998年東京優駿（日本打吡），於1999年稱霸春秋天皇賞並於日本盃擊退衆多外敵而被稱爲「日本總大將」。

### 血統表
| 父線：金滿寶系（淘金者系）             |                             |               |                 |
| 種馬 夏威夷王 2001年（棗色）           | 金滿寶 1990年（棗色）       | 淘金者        | Raise a Native  |
| 種馬 夏威夷王 2001年（棗色）           | 金滿寶 1990年（棗色）       | 淘金者        | Gold Digger     |
| 種馬 夏威夷王 2001年（棗色）           | 金滿寶 1990年（棗色）       | Miesque       | 雷利耶夫        |
| 種馬 夏威夷王 2001年（棗色）           | 金滿寶 1990年（棗色）       | Miesque       | Pasadoble       |
| 種馬 夏威夷王 2001年（棗色）           | Manfath 1991年（深棗色）    | 最後大官      | Try My Best     |
| 種馬 夏威夷王 2001年（棗色）           | Manfath 1991年（深棗色）    | 最後大官      | Mill Princess   |
| 種馬 夏威夷王 2001年（棗色）           | Manfath 1991年（深棗色）    | Pilot Bird    | Blakeney        |
| 種馬 夏威夷王 2001年（棗色）           | Manfath 1991年（深棗色）    | Pilot Bird    | The Dancer      |
| 繁殖雌馬 Special Groove 2007年（栗色） | 夏威夷王 2001年（棗色）     | 金滿寶        | 淘金者          |
| 繁殖雌馬 Special Groove 2007年（栗色） | 夏威夷王 2001年（棗色）     | 金滿寶        | Miesque         |
| 繁殖雌馬 Special Groove 2007年（栗色） | 夏威夷王 2001年（棗色）     | Manfath       | 最後大官        |
| 繁殖雌馬 Special Groove 2007年（栗色） | 夏威夷王 2001年（棗色）     | Manfath       | Pilot Bird      |
| 繁殖雌馬 Special Groove 2007年（栗色） | Sonic Groove 2003年（棗色） | French Deputy | Deputy Minister |
| 繁殖雌馬 Special Groove 2007年（栗色） | Sonic Groove 2003年（棗色） | French Deputy | Mitterand       |
| 繁殖雌馬 Special Groove 2007年（栗色） | Sonic Groove 2003年（棗色） | 氣槽          | 東來兵          |
| 繁殖雌馬 Special Groove 2007年（栗色） | Sonic Groove 2003年（棗色） | 氣槽          | Dyna Carle      |
| 雌系：號族：8-f                        |                             |               |                 |
| 五代內近親交配：北地舞人 5×5           |                             |               |                 |

## 命名由來
名字中，Jun（ジュン）是馬主河合純二冠名，出自其名字中的「純」之音讀，Light（ライト）意思是閃電，Bolt（ボルト）既是落雷，亦是閃電，而香港則忽略冠名部分，翻譯为「電閃驚雷」。

## 外部連結
- 電閃驚雷 netkeiba.com （页面存档备份，存于）
- 血統簡介 （页面存档备份，存于）